# Sphaeromatidae

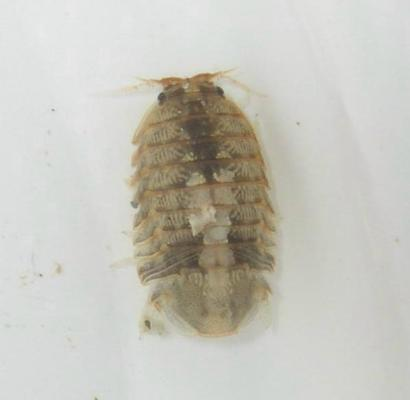
Gnorimosphaeroma oregonensis

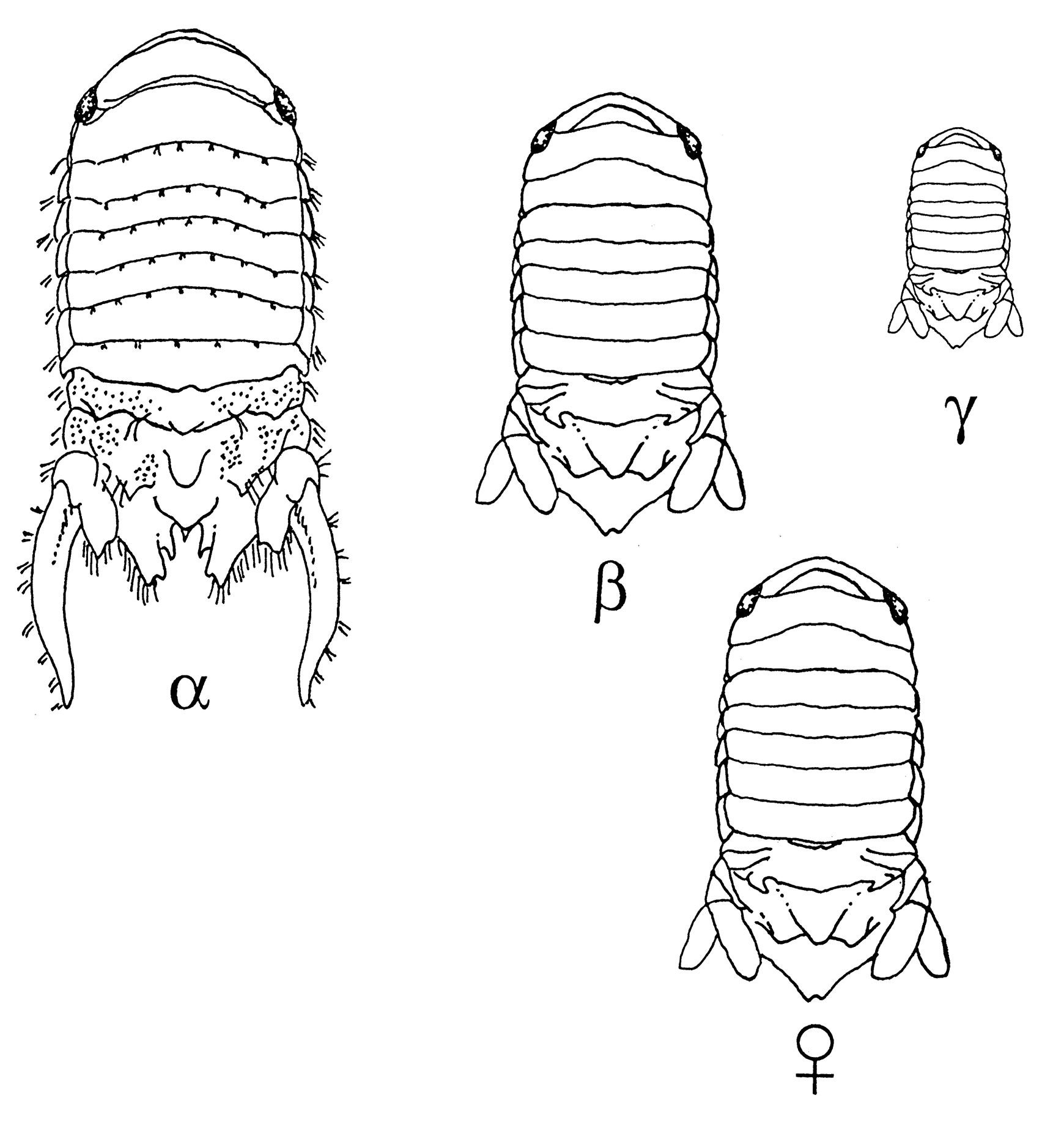
Paracerceis sculpta

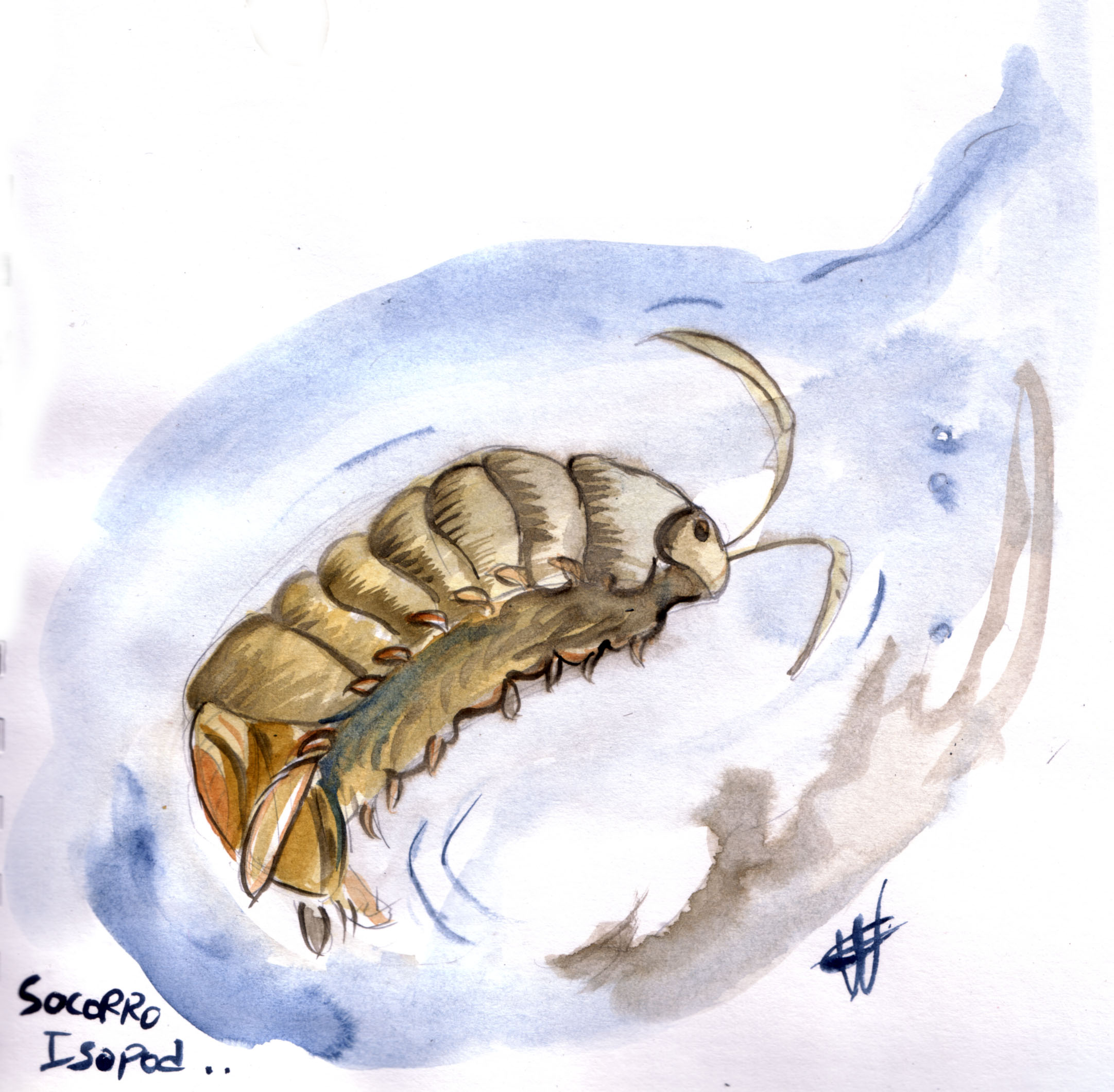
Thermosphaeroma thermophilum

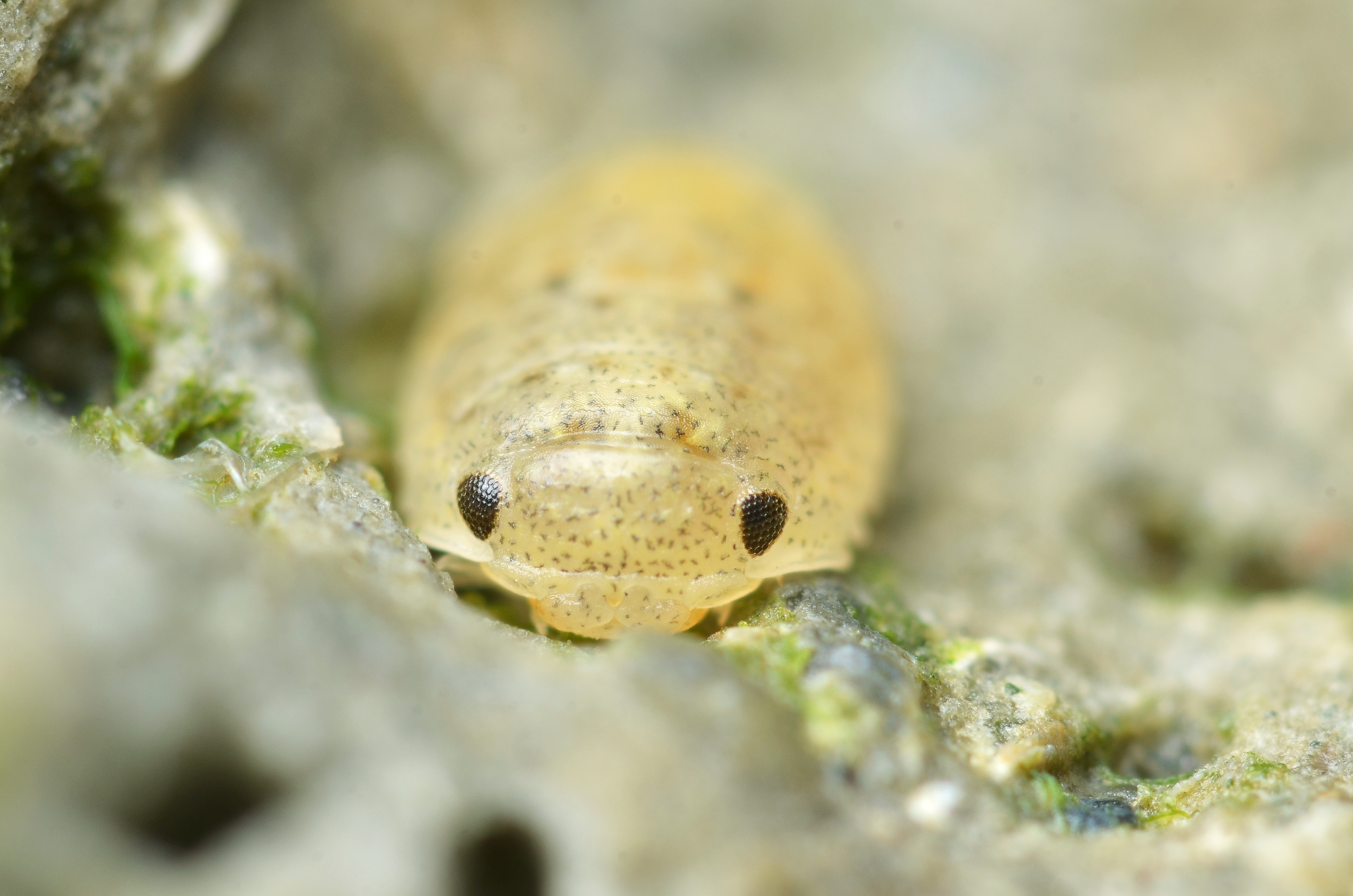
Sphaeroma

Sphaeromatidae (лат.) — семейство равноногих ракообразных из подотряда Sphaeromatidea (Sphaeromatoidea). Около 100 родов и 700 видов.

## Описание
В основном это мелкие ракообразные, длина 3—10 мм (лишь представители нескольких родов достигают 2 см, например, Ceratocephalus Woodward, 1877, Calcipila  Harrison & Holdich, 1984 и некоторые Exosphaeroma Stebbing, 1900)). Способны сворачиваться в шар как мокрицы. Тело выпуклое, овальное; плеон разделён на плеотельсон и 1 или 2 свободных плеонита.
Плеоподы двуветвистые, пластинчатые. Переоподы ходильные. 4-й и 5 плеоподы несут утолщённые склади; 1-й и 2 плеоподы имеют на ветвях 1-3 перистые маргинальные щетинки. Экзопод сочленён подвижно. Как правило, свободноживущие мелководные виды, фитофаги. Раздельнополые формы с выраженным половым диморфизмом.
Наибольшего разнообразия достигают в юго-западной части Тихого океана (в окрестностях Австралии и Новой Зеландии известно более 263 видов или более трети всех видов).

## Систематика
Sphaeromatidae это крупнейшее семейство свободноживущих морских равноногих ракообразных, которое включает около 700 видов и 100 родов. Большинство родовых таксонов очень мелкие по числу включаемых видов: 60 % родов либо монотипические (включают 1 вид), либо содержат только 2 или 3 вида в своём составе. В 2013 году на основании изучения ДНК (18S-rDNA) была доказана монофилетичность семейства.
В 1905 году семейство было разделено на 3 группы (Hansen, 1905): Hemibranchiatae (с трибами Sphaeromini и Cymodocini), Eubranchiatae, Platybranchiatae (включая Monolistrini, Cassidinini и Campecopeini). В 1909 году была добавлена Colobranchiatae (Richardson, 1909). В 1975 году (Miller, 1975) была добавлена группа Pentabranchiatae (сходная с Colobranchiatae). В 1977 году Харли и Янсен (Hurley and Jansen, 1977) повысили статус трёх групп до подсемейств Eubranchiatinae, Hemibranchiatinae, и Platybranchiatinae. Однако, тогда они не установили типовые для них роды и поэтому нарушили положения Международного зоологического кодекса номенклатуры (International Code of Zoological Nomenclature). В 1981 году (Bowman, 1981) заменил таксон Eubranchiatinae на новое название Dynameninae Bowman, 1981. Остальные преобразования по действующим правилам были сделаны Иверсоном в 1982 году (Iverson, 1982). Он повысил статус группы Hemibranchiatae на подсемейство Sphaeromatinae Latreille, 1825, а Platybranchiatae на подсемейство Cassidininae Hansen, 1905 (как новое подсемейство);
установил подсемейство Ancininae Dana, 1852 (для замены группы Colobranchiatae); установил новое подсемейство Tecticeptinae Iverson, 1982 (для замены группы Pentabrachiatae). В 1993 году Брюс (Bruce, 1993) повысил статус подсемейств Ancininae и Tecticepitinae до уровня отдельных семейств Ancinidae Dana, 1852 и Tecticepitidae Iverson, 1982. Ранее в состав семейства включали род Tecticeps, выделенный ныне в отдельное семейство.
На сентябрь 2024 в состав семейства включают 93 рода:
1. Afrocerceis Müller, 1995
2. Agostodina Bruce, 1994
3. Amphoroidea H. Milne Edwards, 1840
4. Amphoroidella Baker, 1908
5. Apemosphaera Bruce, 1994
6. Artopoles Barnard, 1920
7. Austrasphaera Bruce, 2003
8. Beatricesphaera Wetzer & Bruce, 1999
9. Benthosphaera Bruce, 1994
10. Botryias Richardson, 1910
11. Bregmotypta Bruce, 1994
12. Caecocassidias Kussakin, 1967
13. Calcipila Harrison & Holdich, 1984
14. Campecopea Leach, 1814
15. Cassidias Richardson, 1906
16. Cassidina H. Milne Edwards, 1840
17. Cassidinella Whitelegge, 1901
18. Cassidinidea Hansen, 1905
19. Cassidinopsis Hansen, 1905
20. Ceratocephalus Woodward, 1877
21. Cerceis H. Milne Edwards, 1840
22. Cercosphaera Bruce, 1994
23. Chitonopsis Whitelegge, 1902
24. Chitonosphaera Kussakin & Malyutina, 1993
25. Cilicaea Leach, 1818
26. Cilicaeopsis Hansen, 1905
27. Cliamenella Kussakin & Malyutina, 1987
28. Cymodetta Bowman & Kuhne, 1974
29. Cymodoce Leach, 1814
30. Cymodocella Pfeffer, 1887
31. Cymodopsis Baker, 1926
32. Diclidocella Bruce, 1995
33. Discerceis Richardson, 1905
34. Discidina Bruce, 1994
35. Dynamene Leach, 1818
36. Dynamenella Hansen, 1905
37. Dynameniscus Richardson, 1905
38. Dynamenoides Hurley & Jansen, 1977
39. Dynamenopsis Baker, 1908
40. Dynoides Barnard, 1914
41. Eterocerceis Messana, 1990
42. Exocerceis Baker, 1926
43. Exosphaeroides Holdich & Harrison, 1983
44. Exosphaeroma Stebbing, 1900
45. Geocerceis Menzies & Glynn, 1968
46. Gnorimosphaeroma Menzies, 1954
47. Haswellia Miers, 1884
48. Hemisphaeroma Hansen, 1905
49. Heterodina Schotte & Kensley, 2005
50. Heteruropus Verhoeff, 1942
51. Holotelson Richardson, 1909
52. Ischyromene Racovitza, 1908
53. Isocladus Miers, 1876
54. Juletta Bruce, 1993
55. Koremasphaera Bruce, 2003
56. Kranosphaera Bruce, 1992
57. Lekanesphaera Verhoeff, 1942
58. Leptosphaeroma Hilgendorf, 1885
59. Margueritta Bruce, 1993
60. Maricoccus Poore, 1994
61. Moruloidea Baker, 1908
62. Naesicopea Stebbing, 1893
63. Neonaesa Harrison & Holdich, 1982
64. Neosphaeroma Baker, 1926
65. Oxinasphaera Bruce, 1997
66. Paracassidina Baker, 1911
67. Paracassidinopsis Nobili, 1906
68. Paracerceis Hansen, 1905
69. Paracilicaea Stebbing, 1910
70. Paradella Harrison & Holdich, 1982
71. Paraimene Javed & Ahmed, 1988
72. Paraleptosphaeroma Buss & Iverson, 1981
73. Parasphaeroma Stebbing, 1902
74. Parisocladus Barnard, 1914
75. Pedinura Bruce, 2003
76. Pistorius Harrison & Holdich, 1982
77. Platycerceis Baker, 1926
78. Platynympha Harrison, 1984
79. Platysphaera Holdich & Harrison, 1981
80. Pooredoce Bruce, 2009
81. Pseudocerceis Harrison & Holdich, 1982
82. Pseudosphaeroma Chilton, 1909
83. Scutuloidea Chilton, 1883
84. Sphaeramene Barnard, 1914
85. Sphaeroma Bosc, 1801
86. Sphaeromopsis Holdich & Jones, 1973
87. Stathmos Barnard, 1940
88. Striella Glynn, 1968
89. Syncassidina Baker, 1928
90. Tholozodium Eleftheriou, Holdich & Harrison, 1980
91. Waiteolana Baker, 1926
92. Xynosphaera Bruce, 1994
93. Zuzara Leach, 1818

Ископаемые роды†Archaeosphaeroma — †Cyclosphaeroma — †Eocopea — †Eosphaeroma — †Heterosphaeroma — †Isopodites — †Protosphaeroma — †Triassphaeroma — †Unusuropode